# Loznica
Loznica (izvirno srbsko Лозница) je mesto v Srbiji, sedež istoimenske občine, ki upravno spada pod Mačvanski upravni okraj.

## Demografija
V naselju živi 19.912 polnoletnih prebivalcev (popis 2011), pri čemer je njihova povprečna starost 38,3 let (37,3 pri moških in 39,3 pri ženskah). Naselje ima 6.666 gospodinjstev, pri čemer je povprečno število članov na gospodinjstvo 2,98. (popis 2002)
To naselje je, glede na rezultate popisa iz leta 2002, večinoma srbsko, a v času zadnjih 3 popisov je opazen porast števila prebivalcev.
|  |

| Demografija | Demografija     | Demografija     |
| Leto        | Št. prebivalcev | Št. prebivalcev |
| ----------- | --------------- | --------------- |
|             |                 |                 |
|             |                 |                 |
|             |                 |                 |
|             |                 |                 |
| 1948        | 3226            |                 |
| 1953        | 5031            |                 |
| 1961        | 10411           |                 |
| 1971        | 13871           |                 |
| 1981        | 17790           |                 |
| 1991        | 18845           | 18523           |
| 2002        | 20419           | 19863           |
|             |                 |                 |

| Etnična sestava po popisu iz leta 2002 | Etnična sestava po popisu iz leta 2002 | Etnična sestava po popisu iz leta 2002 | Etnična sestava po popisu iz leta 2002 | Etnična sestava po popisu iz leta 2002 |
| -------------------------------------- | -------------------------------------- | -------------------------------------- | -------------------------------------- | -------------------------------------- |
| Srbi                                   | Srbi                                   |                                        | 18.785                                 | 94,57%                                 |
| Muslimani                              | Muslimani                              |                                        | 391                                    | 1,96%                                  |
| Jugoslovani                            | Jugoslovani                            |                                        | 136                                    | 0,68%                                  |
| Črnogorci                              | Črnogorci                              |                                        | 57                                     | 0,28%                                  |
| Hrvati                                 | Hrvati                                 |                                        | 40                                     | 0,20%                                  |
| Romi                                   | Romi                                   |                                        | 28                                     | 0,14%                                  |
| Makedonci                              | Makedonci                              |                                        | 24                                     | 0,12%                                  |
| Slovenci                               | Slovenci                               |                                        | 13                                     | 0,06%                                  |
| Nemci                                  | Nemci                                  |                                        | 6                                      | 0,03%                                  |
| Ukrajinci                              | Ukrajinci                              |                                        | 4                                      | 0,02%                                  |
| Slovaki                                | Slovaki                                |                                        | 4                                      | 0,02%                                  |
| Rusi                                   | Rusi                                   |                                        | 4                                      | 0,02%                                  |
| Romuni                                 | Romuni                                 |                                        | 2                                      | 0,01%                                  |
| Madžari                                | Madžari                                |                                        | 2                                      | 0,01%                                  |
| Bolgari                                | Bolgari                                |                                        | 2                                      | 0,01%                                  |
| Čehi                                   | Čehi                                   |                                        | 1                                      | 0,00%                                  |
| Neznano                                | Neznano                                |                                        | 176                                    | 0,88%                                  |